# Johannes Siegrist
Johannes Siegrist (* 6. August 1943 in Zofingen) ist ein Schweizer Medizinsoziologe und Hochschullehrer. Er war bis 2012 Direktor des Instituts für Medizinische Soziologie an der Medizinischen Fakultät der Heinrich-Heine-Universität Düsseldorf sowie Leiter des dortigen postgradualen Studiengangs Public Health. Von 2012 bis zu seiner Emeritierung 2021 hatte er eine Seniorprofessur für psychosoziale Arbeitsbelastungsforschung an der Medizinischen Fakultät der Heinrich-Heine-Universität Düsseldorf inne. Zusätzlich war er von 2012 bis 2017 Mitglied des Hochschulrats der Universität Düsseldorf.

## Leben
Johannes Siegrist wuchs in der Schweiz auf und besuchte das Gymnasium in Aarau, das er 1963 mit dem Abitur verließ. Er studierte Soziologie, Geschichte und Philosophie an der Universität Basel. Da sein Lehrer, Professor Heinrich Popitz, 1964 einen Ruf an die Albert-Ludwig Universität Freiburg annahm, setzte er das Studium dort fort. Nach dem Magisterexamen 1967 schloss er 1969 das Studium mit einer Dissertation aus dem Gebiet der soziologischen Theorie als Dr. phil. ab. Von 1969 bis 1971 war er wissenschaftlicher Assistent an der Abteilung für Medizinische Soziologie und Sozialpsychologie der Universität Ulm, danach in gleicher Funktion an der Albert-Ludwig Universität Freiburg, wo er 1973 für das Fach Soziologie habilitierte. Von 1973 bis 1992 war er Professor für Medizinsoziologie im Fachbereich Humanmedizin der Philipps-Universität Marburg. 1992 wurde er an die Heinrich-Heine-Universität Düsseldorf, Institut für Medizinische Soziologie, berufen. Zugleich wurde er mit der Geschäftsführung des Postgraduierten-Studiengangs Public Health betraut. Johannes Siegrist hatte weiterhin Gastprofessuren an der Johns Hopkins University in Baltimore, USA, am Institut für Höhere Studien in Wien und an der Universität Utrecht inne. Nach Beendigung der Seniorprofessur 2021 wurde er emeritiert.

## Wissenschaftliche Leistungen

### Soziale Determinanten der Gesundheit: das Modell beruflicher Gratifikationskrisen
International bekannt wurde Siegrist durch das von ihm und seiner Arbeitsgruppe entwickelte theoretische Modell der beruflichen Gratifikationskrise. Dieses Konzept zur Erklärung stress-assoziierter physischer und psychischer Erkrankungen postuliert nachhaltige negative emotionale und psychobiologische Auswirkungen von Erfahrungen enttäuschter Belohnung nach erbrachter beruflicher Leistung (Bezahlung, Arbeitsplatzsicherheit, Aufstieg, Anerkennung). Verstöße gegen das grundlegende Prinzip sozialer Reziprozität sind im Erwerbsleben häufig, insbesondere bei Beschäftigten ohne Arbeitsplatzalternative und geringer Qualifikation, aber auch in hoch kompetitiven Berufen. Umfangreiche Studien haben diese Hypothese zur Vorhersage erhöhter Risiken depressiver Störungen, koronarer Herzkrankheiten, metabolischer Erkrankungen und weiterer Indikatoren eingeschränkter Gesundheit gestützt (siehe unten Publikationen, siehe auch: Krankheitsmodell).

### Entwicklung der Subdisziplin Medizinsoziologie in Deutschland
Mit einer Neuordnung des Medizinstudiums im Jahr 1970 wurden erstmals die beiden Subdisziplinen der Medizinischen Psychologie und Medizinischen Soziologie als Prüfungsfächer in das Medizinstudium in Deutschland eingeführt. Die Etablierung der Medizinischen Soziologie an medizinischen Fakultäten war ein schwieriger Prozess. Siegrist leistete hierzu wichtige Beiträge, u. a. als Autor eines während vieler Jahre maßgeblichen Lehrbuchs, als Mitbegründer und langjähriger Vorsitzender der Deutschen Gesellschaft für Medizinische Soziologie und als Mitglied der für bundeseinheitliche Prüfungen zuständigen Sachverständigenkommission. Unter seiner Leitung wurden mehrere Nachwuchskräfte habilitiert. Als Mitbegründer und zeitweiliger Präsident der Europäischen Gesellschaft für Gesundheits- und Medizinsoziologie wirkte er an der Integration der nationalen Entwicklung in den europäischen Kontext mit.

### Wissenstransfer zu gesundheitsfördernder Arbeit
Durch seine Mitarbeit an internationalen Kommissionen und Berichten zur Stärkung gesundheitsfördernder Arbeit (WHO, OECD, Großbritannien) hat Siegrist die Umsetzung wissenschaftlicher Evidenz in gesundheits- und gesellschaftspolitische Empfehlungen unterstützt. Zuletzt richtete sich sein Fokus auf die Implementierung des nachhaltigen UNO-Entwicklungsziels gesundheitsfördernder Arbeit in universitäre Aus- und Weiterbildungsprogramme entsprechender Professionsgruppen. Diesem Ziel dient auch seine Funktion als Mitherausgeber der Handbuchreihe „Occupational Health Sciences“ seit 2020. Auf nationaler Ebenso trug Siegrist zur öffentlichkeitswirksamen Verbreitung des Themas durch vielfältige Publikationen und durch Initiativen bei, die im Rahmen seiner Mitgliedschaft in der Kommission „Demographischer Wandel“ der Leopoldina realisiert wurden.

## Wissenschaftliche Auszeichnungen
Mehrere nationale und internationale Auszeichnungen wurden Johannes Siegrist zuteil u. a. als Mitglied der Academia Europaea (London, 2000), korrespondierendes Mitglied der Heidelberger Akademie der Wissenschaften (2004), Präsident der International Society of Behavioral Medicine (1996–1998), Direktor des Scientific Program on Social Variations in Health Expectancy in Europe, European Science Foundation, (1999–2003). 2004 erhielt Siegrist den Forschungspreis der European Society for Health and Medical Sociology und 2021 den  Lifetime Achievement Award der International Society of Behavioral Medicine. Von der Deutschen Gesellschaft für Sozialmedizin und Prävention wurde er 2001 mit der Salomon Neumann Medaille ausgezeichnet.

## Publikationen (Auswahl)

### Bücher
- Medizinische Soziologie. 1. Auflage. Urban & Fischer, München 1974. (6. Aufl. 2005; ital. Ausg. 1975).
- Soziale Krisen und Gesundheit. Hogrefe, Göttingen 1996.
- mit Michael Marmot: Social inequalities in health. Oxford University Press, Oxford 2006.
- Arbeitswelt und stressbedingte Erkrankungen. Urban & Fischer, München 2015.
- mit Morten Wahrendorf: Work stress and health in a globalized economy: the model of effort-reward imbalance. Springer, Cham 2016.
- Gesundheit für alle. wbg Academic, Darmstadt 2021.
- mit Alf Trojan und Ulrich Stößel: Medizinische Soziologie in Deutschland. Springer, Wiesbaden 2022.
- mit Jian Li: Psychosocial occupational health. An interdisciplinary textbook. Oxford University Press, Oxford 2024.

### Originalarbeiten
- J. Siegrist, K. Siegrist, I. Weber: Sociological concepts in the etiology of chronic disease: the case of ischemic heart ischemic disease. In: Social Science & Medicine. Band 22, 1986, S. 247–253.
- J. Siegrist, R. Peter, A. Junge, P. Cremer, D. Seidel: Low status control, high effort at work and ischemic heart disease: prospective evidence from blue-collar men. In: Social Science & Medicine. Band 31, 1990, S. 1129–1136.
- H. Bosma, R. Peter, J. Siegrist, M. Marmot: Two alternative job stress models and the risk of coronary heart disease. In: American Journal of Public Health. Band 88, 1998, S. 68–74.
- H. Kuper, A. Singh-Manoux, J. Siegrist, M. Marmot: When reciprocity fails: effort-reward imbalance in relation to CHD and health functioning within the Whitehall II study. In: Occupational and Environmental Medicine. Band 59, 2002, S. 777–784.
- J. Siegrist, D. Starke, T. Chandola, … R. Peter: The measurement of effort-reward imbalance at Work. European Comparison. In: Social Science & Medicine. Band 58, 2004, S. 1483–1499.
- R. Rugulies, B. Aust, I. E. H. Madsen, H. Burr, J. Siegrist, U. Bültmann: Adverse psychosocial working conditions and risk of severe depressive symptoms. Do effects differ by occupational grade? In: European Journal of Public Health. Band 23, Nr. 3, 2013, S. 415–420.
- N. Dragano, J. Siegrist, S. M. Nyberg et al.: Effort–reward imbalance at work and incident coronary heart disease: a multicohort study of 90,164 individuals. In: Epidemiology. Band 28, Nr. 4, 2017, S. 619–626.
- M. Wahrendorf, H. Hoven, M. Goldberg, M. Zins, J. Siegrist: Adverse employment histories and health functioning: The CONSTANCES study. In: International Journal of Epidemiology. Band 48, Nr. 2, 2018, S. 402–414.
- A. P. B. Pena-Gralle, D. Talbot, X. Trudel, … J. Siegrist, C. Brisson: Socioeconomic inequalities, psychosocial stressors at work and physician-diagnosed depression: time-to-event mediation analysis in the presence of time-varying confounders. In: PLoS One. Band 18, Nr. 10, 2023, S. e0293388.
- J. Siegrist, M. Goldberg, M. Zins, M. Wahrendorf: Social inequalities, stressful work and non-fatal cardiovascular disease: follow-up findings from the CONSTANCES study. In: Occuational and Environmental Medicine. 2023. doi:10.1136/oemed-2022-108794

## Forschungsförderung seitens der Tabakindustrie
In den 1980er Jahren hat Siegrist einen Teil seiner Forschungsarbeiten über Drittmittel von der Tabakindustrie finanzieren lassen, die jedoch ihr Versprechen einer zweckfreien Forschungsförderung gebrochen hatte. Diese Förderung wurde in einem Artikel des Magazins Spiegel kritisch thematisiert (siehe dazu den Artikel Geheime Gesandte von Udo Ludwig). Die Regeln guter wissenschaftlicher Praxis wurden von Johannes Siegrist zu keinem Zeitpunkt verletzt.